# Politischer Islam
Politischer Islam ist ein mehrdeutiger Begriff aus den Sozialwissenschaften, zu dem mehrere wissenschaftliche Definitionen diskutiert werden. Das Phänomen des Politischen Islams wird interdisziplinär von der Politikwissenschaft, der Rechtswissenschaft, der Sozialpsychologie, der Soziologie, der Wirtschaftswissenschaft und der Theologie untersucht.
Im Juli 2020 wurde in Österreich eine Dokumentationsstelle Politischer Islam eingerichtet.

## Wissenschaftliche Definitionen
John L. Esposito (Georgetown University) und Emad El-Din Shahin (Amerikanische Universität in Kairo) geben in The Oxford Handbook of Islam and Politics aus dem Jahr 2013 folgende Definition:
„In den letzten Jahren hat sich der politische Islam in zwei diametral entgegengesetzten Ausrichtungen manifestiert: Nach dem Erfolg der Volksaufstände für Demokratie beim Sturz autokratischer Regime eine zunehmende Beteiligung an Demokratisierungsprozessen durch Mainstream-Bewegungen und einer wachsenden Gewaltbereitschaft von Randgruppen. Politischer Islam bezeichnet hier die Versuche muslimischer Individuen, Gruppierungen und Bewegungen, die politischen, wirtschaftlichen, gesellschaftlichen und kulturellen Grundlagen ihrer Gesellschaft nach islamischem Vorbild umzugestalten. (…) Während sich die Mehrheit der islamischen Bewegungen am Demokratisierungsprozess in ihren jeweiligen Ländern beteiligt hat, haben sich manche ideologisch und strategisch für Gewalt und Terrorismus entschieden.“
Die Islamwissenschaftlerin Gudrun Krämer, Professorin an der Freien Universität Berlin, schreibt im Jahr 2016:
„Politischer Islam ist nicht gleichbedeutend mit gewalttätigem, radikalem oder extremistischem Islamismus, und er ist nicht auf oppositionelle Gruppen beschränkt. Das Spektrum reicht von Befürwortern einer islamischen Republik bis zu Sympathisanten einer islamischen Monarchie oder eines wiederbelebten Kalifats und von selbsternannten Liberalen bis zu kompromisslosen Konservativen. Einige Islamisten werden gemeinhin als gemäßigt oder pragmatisch, andere als radikal, militant oder extremistisch bezeichnet.“
John O. Voll und Tamara Sonn bieten in den Oxford Bibliographies aus dem Jahr 2019 diese Definition:
„Der Begriff »politischer Islam« bezieht sich im Allgemeinen auf jede Interpretation des Islam, die als Grundlage für politische Identität und politisches Handeln dient. Insbesondere bezieht er sich auf Bewegungen, die moderne politische Mobilisierungen im Namen des Islam vertreten, eine Strömung, die sich Ende des 20. Jahrhunderts herausbildete.“
Nach Susanne Schröter (Universität Frankfurt) gehen seine Wurzeln weit in die islamische Geistesgeschichte zurück und stehen häufig in Zusammenhang mit Enttäuschungen muslimischer Akteure über misslungene politische Expansionen oder den Verlust von Herrschaftsgebieten. Seine gegenwärtige Spielart stelle eine Reaktion auf den Zusammenbruch des osmanischen Kalifats und die weltweite Dominanz des Westens dar. In dem Buch Politischer Islam – Stresstest für Deutschland aus dem Jahr 2019 definiert sie den Politischen Islam wie folgt: 
„Eine Herrschaftsordnung, die einen fundamentalen Gegenentwurf zu Demokratie, Pluralismus und individuellen Freiheitsrechten darstellt. Seine Vertreter streben die Umgestaltung von Staat und Gesellschaft anhand islamischer Normen an.“
Mouhanad Khorchide (Universität Münster) als Leiter des wissenschaftlichen Beirates der Dokumentationsstelle Politischer Islam in Österreich sieht im Jahr 2020 den Begriff „Politischer Islam“ als Fachbegriff, der daher mit einem großen „P“ geschrieben werden solle, und definiert ihn folgendermaßen:
„Herrschaftsideologie, welche die Umgestaltung bzw. Beeinflussung von Gesellschaft, Kultur, Staat oder Politik anhand von solchen Werten und Normen anstrebt, die von deren Verfechtern als islamisch angesehen werden, die aber im Widerspruch zu den Grundsätzen des demokratischen Rechtsstaates und den Menschenrechten stehen.“
Hierbei handelt es sich ebenfalls um die Arbeitsdefinition des Begriffs durch die Dokumentationsstelle Politischer Islam in Österreich aus dem Jahr 2020.
Diese Definition zitiert der Islamwissenschaftler Rüdiger Lohlker (Universität Wien) in einem Aufsatz und kritisiert in grundsätzlicher Weise: „Generell ist der Begriff Politischer Islam wegen seiner mangelnden komparativen Leistungsfähigkeit für die Analyse eines Sets an Phänomenen der Moderne, die sich eben nicht auf eine religiöse Tradition beschränken lassen, untauglich.“

Im Routledge Handbook of Political Islam des Jahres 2021 ist folgende Definition des Politikwissenschaftlers Shahram Akbarzadeh, Professor an der Universität Melbourne, enthalten:
„Politischer Islam ist ein modernes Phänomen, das danach strebt Religion zu benutzen, um das politische System zu gestalten. Seine Ursprünge liegen in dem als gescheitert wahrgenommenen säkularistischen Ideologien des Nationalismus und Sozialismus ihre Versprechen des Antiimperialismus und Wohlstands zu erfüllen.“
Die Herausgeber des Handbook of Political Islam in Europe (2024), der Kölner Politikwissenschaftler Thomas Jäger und der Direktor des Europäischen Institut für Terrorismusbekämpfung und Konfliktprävention (EICTP), Ralph Thiele, bieten folgende Definition: 
„Akteure des Politischen Islams verfolgen politische Ziele, die sich aus der Idee ableiten, dass der Islam, so wie sie ihn verstehen, die zentrale Rolle bei der Gestaltung politischer, rechtlicher und kultureller Systeme weltweit spielen sollte. Obwohl es sich um eine breite und vielfältige Bewegung mit verschiedenen Interpretationen, Variationen und Organisationen handelt, gibt es Kernmerkmale, die mit dem Politischen Islam im Allgemeinen verbunden sind. Das erste und wichtigste Merkmal ist die Untrennbarkeit von Religion und Politik.“ 

## Deutschland
An einem CSU-Parteitag im November 2016 wurde ein Leitantrag mit dem Anfangssatz „Der Politische Islam ist die größte Herausforderung unserer Zeit“ verabschiedet.  Laut einem Bericht des öffentlich-rechtlichen Rundfunks beschäftigen sich Verfassungsschützer und das Bundesamt für Verfassungsschutz mit dem politischen Islam in Deutschland. Es wird in diesem Zusammenhang auch von einem legalistischen Islamismus gesprochen, welcher gewaltfrei versuche, Gesellschaften zu unterwandern und islamische Staaten zu errichten, auch mit dem Ziel einer Durchsetzung der Scharia. Der Verfassungsschutz erläutert, dass es nicht strafbar ist, extremistischen Thesen zu folgen und auch entsprechende Bestrebungen zu unterstützen. Es müsse aber in solchen Fällen mit Beobachtungen durch den Verfassungsschutz gerechnet werden, die öffentlich einsehbar sind. Zuständige Bundesministerien verbieten legalistische Organisationen nur dann, wenn diese aggressiv-kämpferisch zur Verwirklichung ihrer verfassungsfeindlichen Ziele handeln.  Der Bundestag hatte im März 2022, einen von der CDU/CSU-Fraktion vorgelegten Antrag mit dem Titel „Finanzierung des Politischen Islamismus in Deutschland offenlegen und unterbinden“ (20/1012) beraten. Der entsprechende Sachverhalt wurde dabei als Politischer Islam, Legalistischer Islamismus oder auch Politischer Islamismus bezeichnet.
Der Leitantrag der CSU von 2016 wurde von der Islamwissenschaftlerin Gudrun Krämer kritisiert: „Hier wird ein Monster kreiert, das überall und nirgends ist.“ Zudem fehle dem Begriff „‚politischer Islam‘ jede Trennschärfe“, und die CSU subsumiere darunter „alles, was ihr am Islam und bestimmten Muslimen irgendwie anstößig erscheint.“
Nach Ansicht des FAZ-Korrespondenten Christian Meier (* 1976) aus dem Jahr 2021 wird der Begriff häufig mit dem (legalistischen) Islamismus gleichgesetzt. Gleichzeitig sei er ein Kampfbegriff geworden und diene als Projektionsfläche für Feindbilder und muslimfeindliche Ängste. Politischer Islam diene aber auch als Sammelbezeichnung für politische Aktivitäten von Muslimen und könnte damit als Gegensatz zum Islamismus-Begriff stehen. Der Begriff sei in den letzten Jahren stark popularisiert worden, die Stoßrichtung sei dabei kritisch bis alarmistisch.
Besonders häufig taucht der Begriff seit Jahresmitte 2020 infolge einiger terroristischer Angriffe auf, die zu öffentlichem Diskurs über sogenannte Anti-Terror-Pakete bzw. die Aufgaben von Staatspolizei und Geheimdiensten geführt haben. Eine Rolle spielt beispielsweise die Frage, wie mit aus Syrien heimkehrenden Dschihadisten (Stichwort Präventivhaft) oder mit teilweise unerwünschten Geldflüssen aus dem türkischen bzw. arabischen Raum an Moscheevereine in Europa umzugehen ist.

## Österreich
Unter Sebastian Kurz (ÖVP) wurde der Kampf gegen den Politischen Islam zum Kampfthema. Bei den Nationalratswahlen 2017 und 2019 war es ein Baustein für seinen Erfolg. Wie Kurz selbst angab, war es Efgani Dönmez (ÖVP), der ihn 2017 auf das Thema aufmerksam machte. Zum selben Zeitpunkt war Dönmez federführend an der Bürgerinitiative Stop Extremism beteiligt. Diese gab an gegen den Politischen Islam kämpfen zu wollen. Geleakte Chats und interne Unterlagen zeigen jedoch, dass Dönmez damit Lobbying betrieb. So hat er versprochen in Interviews die Türkei schlecht zu machen; die Öffentlichkeitsarbeit richtete sich gegen die Türkei, Katar und die Muslimbruderschaft. Im Hintergrund wurde Stop Extremism von einem Verein namens Österreichische Gesellschaft für Politikanalyse kontrolliert, der Stop Extremism zu einem Großteil finanziert hat. Dessen Leiter unterstand einem emiratischen Führungsoffizier und ist mit Stand 2023 Regierungsberater in den VAE. Zu den weiteren Maßnahmen von Sebastian Kurz zählt Der Standard rechtswidrige Moscheenschließungen, eine Einführung eines Straftatbestandes „Politischer Islam“, ein rechtswidriges Kopftuchverbot in Volksschulen und die Errichtung der Dokumentationsstelle Politischer Islam. Mit Kurz´ Abgang im Jahr 2022 verschwand der Begriff „Politischer Islam“ aus dem Diskurs der ÖVP. Im Wahlkampf zu den Nationalratswahlen 2024 verlangte die FPÖ ein „Verbotsgesetz gegen den Politischen Islam“.
Bei einem Gebetsabend im Nationalrat im Jahr 2020, zu dem Muslime nicht eingeladen wurden und der zeitgleich mit den Debatten über den „Politischen Islam“ stattfand, befand die Theologin Regina Polak (Universität Wien), dass die Veranstaltung wie eine „klare Abgrenzung gegenüber der muslimischen Bevölkerung“ wirke und der Eindruck entsteht, dass sich die Kirche in den Dienst parteipolitischer Interessen nehmen lässt. Der Rechtswissenschaftler Richard Potz (Universität Wien) kritisierte dabei den Umstand, dass Muslimen in Österreich die Trennung von Kirche und Staat „um die Ohren geschmissen“ wird, man aber eine politische Vereinnahmung der katholischen Kirche aussende.
Ein von Vertretern der ÖVP vorgeschlagenes „Verbotsgesetz gegen den Politischen Islam“ wird vom Professor für Strafrecht, Alois Birklbauer, abgelehnt, da es eine Verharmlosung der NS-Verbrechen darstellt. Die Strafrechtsexpertin Ingeborg Zerbes sieht keinen Bedarf für ein weiteres Gesetz, da im Strafrecht genügend Bestimmungen dagegen existieren. Zudem gibt es unter Juristen Skepsis, wie der Begriff definiert werden soll. Hingegen zeigten sich Neos-Chefin Beate Meinl-Reisinger und einzelne Landespolitiker der SPÖ offen für diesbezügliche „Nachschärfungen“ des Strafrechts, wohingegen SPÖ-Chef Andreas Babler ein solches Verbotsgesetz ablehnt.
In den Koalitionsverhandlungen zwischen FPÖ und ÖVP nach den Nationalratswahlen 2024 einigten sich die beiden Parteien nicht auf ein „Verbotsgesetz gegen den Politischen Islam“ nach Vorbild des NS-Verbotsgesetzes. Das obwohl ein solches Verbot von beiden Parteien befürwortet wird. Stattdessen einigte man sich auf ein „Sammelgesetz“ mit 30 Einzelmaßnahmen, wobei diese schwammig formuliert („Abstellen von Ältestenräten“, „Aktionsplan gegen radikale Online-Imame“) oder bereits verboten („Terrorfinanzierung unter dem Deckmantel karitativer Zwecke“) sind. Bei mehreren Einzelmaßnahmen verschwimmen die Grenzen zwischen Islam und Politischer Islam. So wird etwa pauschal behauptet, dass Moscheen und islamische Schulen „Rekrutierungsorte für extremistische Strömungen“ seien und deshalb verstärkt überwacht werden müssten. Minarette von Moscheen werden von FPÖ und ÖVP als „politisch-religiöse Siegeszeichen“ des Politischen Islam bezeichnet und sollen deshalb bekämpft werden.

Im Regierungsprogramm von ÖVP und FPÖ (Bundesregierung Kurz I) für 2017–2022 befand sich folgende Definition:
„Unter politischem Islam versteht man Gruppierungen und Organisationen, deren ideologisches Fundament der Islam ist und die eine Veränderung der politischen und gesellschaftlichen Grundordnung bis hin zur Ablehnung unseres Rechtsstaates im Sinne einer Islamisierung der Gesellschaft anstreben. Der politische Islam, der zu Radikalisierung, Antisemitismus, Gewalt und Terrorismus führen kann, hat keinen Platz in unserer Gesellschaft.“
Laut dem österreichischen Politikwissenschaftler Thomas Schmidinger wird der Begriff mit verschiedenen Richtungen des Islamismus identifiziert, aber auch in Zusammenhang mit mangelnder Integrationsbereitschaft von Migranten und daraus entstehenden Diskussionen über Sozialpolitik und Rechtsnormen verwendet. Islamische Gemeinschaften sähen allein schon das Wort als Ausdruck von Muslim- und Islamfeindlichkeit, während es von vielen Politikern und Wissenschaftern als Sammelbegriff von Positionen verstanden würde, mit denen die westliche Welt durch islamische Anschauungen beeinflusst werden kann.

## Schweiz
In der Schweiz findet der Terminus Politischer Islam vor allem durch die Schweizerische Volkspartei (SVP) gelegentlich Verwendung. Etwa als 2021 ein Islamgesetz nach dem Vorbild Österreichs gefordert wurde, der Plan wurde auch von der Menschenrechtsaktivistin Saïda Keller-Messahli unterstützt.

### Videos
- Was ist radikal? Eine Debatte zu Islamismus, politischem Islam und Dschihadismus, Österreichisches Institut für Internationale Politik auf YouTube, 10. Dezember 2020.
- ZIB Nacht: Islamwissenschaftler Lohlker zum „Politischen Islam“ (11. November 2020) auf YouTube
- Finanzierung des Politischen Islamismus in Deutschland, Deutscher Bundestag, 2022 auf YouTube
- Politischer Islam: Gefährden Extremisten unsere Demokratie? Kontrovers, BR24, 2020 auf YouTube
- Pressestatements zur Präsentation der Dokumentationsstelle Politischer Islam, Bundeskanzleramt Österreich, 2020 auf YouTube